# 塔里娅·哈洛宁
塔里娅·哈洛宁（芬蘭語：Tarja Kaarina Halonen，1943年12月24日—），芬蘭政治人物，曾任芬蘭總統，亦是首位女性芬蘭總統。

## 生平
塔里娅·哈洛宁於1943年12月24日出生在赫尔辛基的卡利奧區，這個地方傳統上是工人階級的居住区。哈洛宁於赫尔辛基大學畢業，取得法律系碩士的學位。她是芬蘭社會民主黨的成員，曾任芬蘭总理秘書 （1974年—1975年），赫尔辛基城市委員會成員 （1977年—1996年），芬蘭國會議員 （1979年—2000年），芬蘭社會事務及健康部長 （1987年—1990年），北歐合作委員會部長 （1989年—1991年），芬蘭法律部長 （1990年—1991年），芬蘭外交部長（1995年—2000年）以及芬兰总统（2000年—2012年）。在2000年當選總統後與彭蒂·阿拉耶尔维先生完婚。2006年成功連任。她在卸任后表態支持同性婚姻。